# Cyclocephala ocellata
Cyclocephala ocellata är en skalbaggsart som beskrevs av Hermann Burmeister 1847. Cyclocephala ocellata ingår i släktet Cyclocephala och familjen Dynastidae. Inga underarter finns listade i Catalogue of Life.